# Episodi di Madri - Una vita d'amore (terza stagione)
La terza stagione della serie televisiva spagnola Madri - Una vita d'amore (Madres. Amor y vida), composta da 8 episodi, è stata distribuita in prima visione in Spagna sul servizio di streaming Amazon Prime Video il 23 settembre 2021 e trasmessa in televisione su Telecinco dal 9 marzo al 3 maggio 2022.
In Italia la stagione è inedita.
| n° | Titolo originale | Titolo italiano | Pubblicazione Spagna | Prima TV Spagna | Pubblicazione Italia |
| -- | ---------------- | --------------- | -------------------- | --------------- | -------------------- |
| 1  | Brotes           |                 | 23 settembre 2021    | 9 marzo 2022    | inedita              |
| 2  | Fe               |                 | 23 settembre 2021    | 16 marzo 2022   | inedita              |
| 3  | Miedo            | Lacrime         | 23 settembre 2021    | 23 marzo 2022   | inedita              |
| 4  | Kintsugi         |                 | 23 settembre 2021    | 5 aprile 2022   | inedita              |
| 5  | Santidad         |                 | 23 settembre 2021    | 12 aprile 2022  | inedita              |
| 6  | Nacer otra vez   |                 | 23 settembre 2021    | 19 aprile 2022  | inedita              |
| 7  | Dieciocho        |                 | 23 settembre 2021    | 26 aprile 2022  | inedita              |
| 8  | Volar            |                 | 23 settembre 2021    | 3 maggio 2022   | inedita              |

## Brotes
- Titolo originale: Brotes
- Diretto da: Gracia Querejeta
- Scritto da: Joan Barbero

### Trama
- Ascolti Spagna (Telecinco): telespettatori 287 000 – share 7,90%[4].

## Fe
- Titolo originale: Fe
- Diretto da: Gracia Querejeta
- Scritto da: Marta Sánchez

### Trama
- Ascolti Spagna (Telecinco): telespettatori 271 000 – share 8,70%[5].

## Miedo
- Titolo originale: Miedo
- Diretto da: Ana Vázquez
- Scritto da: María Jaén

### Trama
- Ascolti Spagna (Telecinco): telespettatori 242 000 – share 8,30%[6].

## Kintsugi
- Titolo originale: Kintsugi
- Diretto da: Ana Vázquez
- Scritto da: Marta Sánchez & Irene Niubó

### Trama
- Ascolti Spagna (Telecinco): telespettatori 388 000 – share 9,40%[7].

## Santidad
- Titolo originale: Santidad
- Diretto da: Abigail Schaaff
- Scritto da: Mauricio Romero

### Trama
- Ascolti Spagna (Telecinco): telespettatori 371 000 – share 7,40%[8].

## Nacer otra vez
- Titolo originale: Nacer otra vez
- Diretto da: Abigail Schaaff
- Scritto da: María Jaén

### Trama
- Ascolti Spagna (Telecinco): telespettatori 380 000 – share 9,40%[9].

## Dieciocho
- Titolo originale: Dieciocho
- Diretto da: Belén Macías
- Scritto da: Marta Sánchez & Irene Niubó

### Trama
- Ascolti Spagna (Telecinco): telespettatori 388 000 – share 8,70%[10].

## Volar
- Titolo originale: Volar
- Diretto da: Belén Macías
- Scritto da: Mauricio Romero

### Trama
- Ascolti Spagna (Telecinco): telespettatori 401 000 – share 9,40%[11].